# Von Reuternsches Haus

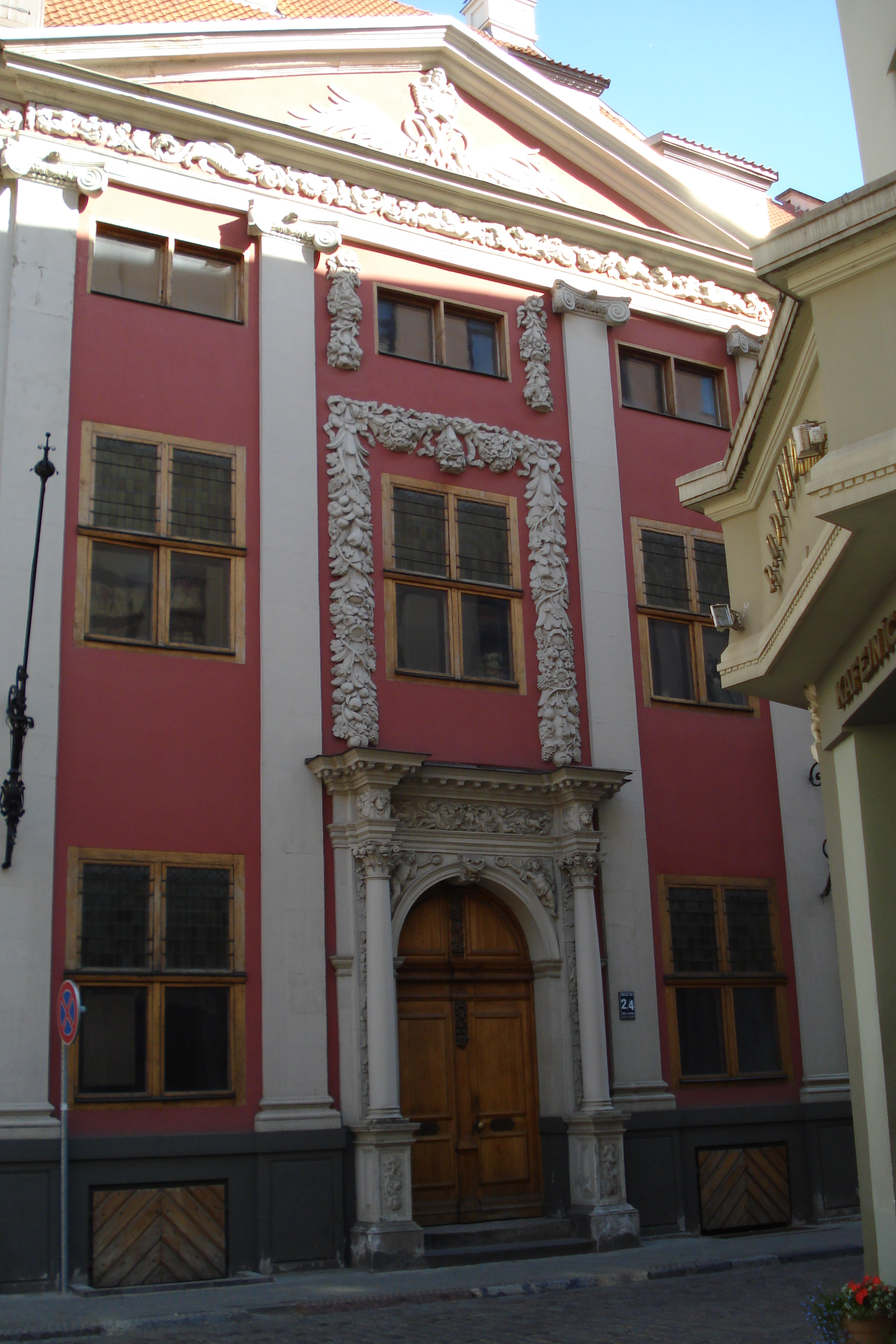
von Reuternsches Haus

Das von Reuternsche Haus, auch Reuternhaus (lettisch Reiterna nams), ist ein denkmalgeschütztes Gebäude in der lettischen Hauptstadt Riga. Derzeit befinden sich im Gebäude Ausstellungsräume und ein Café.

## Lage
Es befindet sich in der Rigaer Altstadt auf der Ostseite der Marstallstraße (Mārstaļu iela) in einer Ecklage zur Weberstraße (Audēju iela) an der Adresse Marstallstraße 2.

## Architektur und Geschichte
Das sehr repräsentativ im Stil des Barock gestaltete von Reuternsche Haus entstand 1685 nach Plänen von Rupert Bindenschu an der Stelle eines Vorgängerbaus, in dem König Gustav II. Adolph übernachtet hatte. 
Im Erdgeschoss des an seiner Fassade mit sechs großen Pilastern gegliederten Hauses befanden sich Geschäftsräume. Die Wohnräume der Familie befanden sich im zweiten Geschoss. Bemerkenswert ist das prächtige von Säulen flankierte Portal. Bekrönt wird die Fassade von einem breiten Dreiecksgiebel.
In der Zeit des Nordischen Kriegs wohnte im Gebäude der Generalmajor Rembert von Funcken. Das Gebäude gehörte dem zu seiner Zeit bedeutenden Rigaer Kaufmann Johann von Reutern.
1893 sowie 1907 bis 1909 erfolgten Erneuerungen des Hauses. 1958 wurde die Fassade renoviert. Weitere Renovierungen fanden nach 1985 statt.
Seit dem 29. Oktober 1998 ist es unter der Nummer 6587 im lettischen Denkmalverzeichnis eingetragen.